# Hassan Fadil
Hassan Fadil (en árabe: حسن فاضل‎, Taza, Marruecos, 3 de febrero de 1962) es un exfutbolista de Marruecos que jugaba en la posición de delantero.

## Carrera

### Club
| Periodo   | Club             |
| --------- | ---------------- |
| 1981–1985 | Raja Beni Mellal |
| 1985–1988 | RCD Mallorca     |
| 1988–1989 | CD Málaga        |
| 1989–1991 | FC Famalicão     |

### Selección nacional
Jugó para Marruecos en cinco ocasiones de 1987 a 1988 y anotó un gol; participó en la Copa Africana de Naciones 1988 y en la clasificación para los Juegos Olímpicos de Seúl 1988.